# ويلسون ماركل
ويلسون ماركل هو مهندس كندي، ولد في 2 سبتمبر 1938.